# Nadace České spořitelny
Nadace České spořitelny je největší bankovní nadací v České republice. Podporuje projekty zlepšující český vzdělávací systém. Od svého založení rozdělila 800 mil. Kč. V žebříčku Fóra dárců jí mezi firemními nadacemi s ohledem na množství darovaných prostředků náleželo v roce 2021 3. místo.
Nadace podporuje šíření inovativních metod v českém školství. Spolupracuje s organizacemi, které se snaží zlepšit způsob vzdělání v ČR. Podporují principy tzv. kompetenčně orientované výuky. Za svou existenci Nadace podpořila více než 200 neziskových organizací a projektů a založila také vlastní programy (Učitel naživo, Elixír do škol, Den pro školu).

## Historie
Nadaci ČS založila roku 2002 Česká spořitelna. V počátcích[kdy?] se zaměřovala na pomoc lidem na okraji společnosti a na podporu organizací zaměřených na seniory. Fungovala až do roku 2019, kdy došlo k jejímu formálnímu sloučení s nadací Depositum Bonum, která se zabývala oblastí vzdělávání. Od té doby se Nadace České spořitelny zabývá právě tímto tématem. Nadace se zavázala, že do roku 2025 zpřístupní finanční vzdělávání všem dětem v ČR.

## Působnost Nadace České spořitelny
Nadace podpořila např. následující projekty:
- Centrum LOCIKA
- Člověk v tísni
- ČOSIV
- Economia
- EDUin
- Eduzměna
- Elixír do škol
- H-mat (Hejného metoda)
- Junák – český skaut
- Nekrachni
- Otevřeno
- Pedagogická fakulta Univerzity Karlovy
- Platforma pro včasnou péči
- Ředitel naživo
- SKAV (Stálá konference asociací ve vzdělávání)
- Soutěž Finanční gramotnost
- Step by step – Začít spolu
- Učitel naživo
- Učitelská platforma
- Začni učit!

### Vlastní projekty
Vedle podpory více než 200 neziskových organizací a projektů založila Nadace ČS vlastní programy. 
- Den pro školu je nejnovějším programem nadace. Lidé různých profesí pro žáky organizují přednášky či workshopy.[4]
- V Nadaci vznikly i další programy, jako je ‚Učitel naživo,‘ v rámci kterého je usilováno o modernizace českého vzdělávání, nebo ‚Elixír do škol,‘ kterým je podporováno kolegiální vzdělávání učitelů.[5]
- Společně s dalšími donory byl nadací iniciován vznik Nadačního fondu Eduzměna.[6]
- Nadace od roku 2022 vyvíjí svůj vlastní program finančního vzdělávání.[7]

V roce 2020 v souvislosti s koronavirovou pandemií poskytla podporu 28 neziskovým organizacím a projektům, které se soustředily na podporu potřebných žáků a jejich pedagogů. Nadace s pomocí partnerských organizací zajistila techniku a IT podporu pro 618 škol a podpořila zaškolení učitelů v distanční výuce. Děti získaly psychosociální pomoc nebo potřebnou techniku.
Jako reakci na ruskou invazi na Ukrajině nadace ihned pro propuknutí konfliktu přispěla na humanitární pomoc obyvatelům napadené země. V jedné z pražských budov ČS vzniklo dočasné ubytování pro více než 100 ukrajinských matek s dětmi. Následně Nadace zřídila fond na podporu integrace ukrajinských dětí do českých škol i mezi jejich vrstevníky. Neziskové organizace podpořené z tohoto fondu se zaměřily na výuku češtiny, psychosociální pomoc, podporu učitelů nebo nabídku volnočasových aktivit pro děti.

### Studie a analýzy
Nadace spolupracuje výzkumnými pracovišti, která se orientují zejména na problematiku vzdělávání (např. PAQ Research, CERGE-EI atd.). Výsledkem spolupráce je například studie vyhodnocující ekonomické a sociální dopady nerovností ve vzdělávání (Nerovnosti ve vzdělávání jako zdroj neefektivity Archivováno 12. 3. 2023 na Wayback Machine.), postoje rodičů k učitelské profesi, inflace a její dopad na vzdělávání dětí nebo studie o finančním zdraví v průběhu života a faktorech, které ho ovlivňují (Finanční zdraví v průběhu života a co ho ovlivňuje Archivováno 25. 9. 2022 na Wayback Machine.).

## Udělovaná ocenění
Nadace každoročně uděluje ceny osobnostem, organizacím či projektům, které se věnují vzdělávání a mají na něj významný dopad.
Laureáti 2022:
- Martina Běťáková
- Markéta Košatková
- Ondřej Neumajer
- Michal Reitler

Laureáti 2021:
- Petra Mazancová
- Daniel Prokop
- Česká televize
- Josef Prokeš

Laureáti 2020:
- Hana Košťálová
- Tomáš Feřtek
- Arnošt Veselý

Laureáti 2019:
- Milan Hejný
- Jana Straková
- Zdeněk Kalvach